# Индокитай
Индокита́й (фр. Indochine; устар. Индо-Китай) — полуостров в Юго-Восточной Азии, располагающийся между Бенгальским заливом и Андаманским морем с одной стороны и Южно-Китайским морем с другой, занимая обширную часть азиатского континента, включающая также полуостров Малакка и соседние близлежащие районы.
В литературе встречаются название Загангский полуостров (англ. Indo-China, Forther-India, франц. Indo-Chine, нем. Indo-China), Индокитайский полуостров.

## Этимология
Название образовано из слов «Индия» и «Китай», так как в жителях полуострова британские и французские колонизаторы видели одновременно индийские и китайские черты. Его впервые употребил французский географ Конрад Мальт-Брюн.

## Расположение
Площадь полуострова составляет около 2 млн км² (2 123 248 или 2 173 900 км²), что делает его вторым по площади полуостровом мира после Аравийского. Индокитай омывается с запада Бенгальским заливом и Андаманским морем Индийского океана, Малаккским проливом, на юге и востоке — относящимся к Тихому океану Южно-Китайским морем и его заливами, Сиамским и Бакбо (Тонкинским). Северная граница полуострова условно проводится от дельты рек Ганг и Брахмапутра к дельте реки Хонгха. Южная оконечность Индокитая южнее перешейка Кра образует вытянутый Малайский полуостров.

## Климат
Климат субэкваториальный муссонный, на полуострове Малакка экваториальный. В равнинной части полуострова средняя температура не опускается ниже 20 °C, весной и летом достигает 28—30 °C. В горах температура падает до 15 °C и ниже.
На западных наветренных склонах гор выпадает 2,5—5 тыс. мм осадков в год, наиболее дождливое время года — лето. Во внутренних районах полуострова местами в год выпадает менее 1 тыс. мм осадков. На восточном побережье Индокитая наиболее дождливым временем года является зима, здесь в год выпадает до 2 тыс. мм осадков

## Рельеф
Берега восточной части Индокитая слаборасчленённые в отличие от западных, где много заливов и прибрежных островов. Ландшафты полуострова в основном гористые, направления хребтов главным образом меридиональное и субмеридиональное. В западной части полуострова Индокитай находится хребет Ракхайн с его высочайшей вершиной горой Виктория (3 053 м). В центральной части полуострова расположено Шанское нагорье. Здесь же начинается хребет Танентаунджи, заканчивающийся на полуострове Малакка. В восточной части Индокитая находятся горы Чыонгшон (Аннамские). Горы полуострова Индокитай разделены обширными низменностями, среди которых Иравадийская, Менамская, Камбоджийская, а также плато Корат.
Крупнейшее озеро полуострова — Тонлесап. Самые большие реки Индокитая — Меконг, Иравади, Салуин, Чаупхрая — интенсивно используются для орошения.

## Животный мир

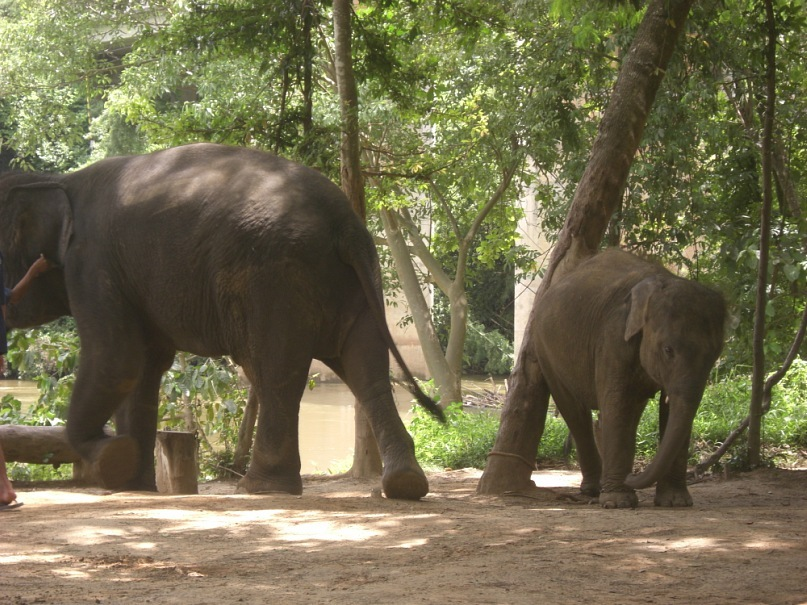
Индийские, или азиатские слоны в Таиланде

Полуостров Индокитай входит в Индо-Малайскую зоогеографическую область с высоким уровнем биоразнообразия. Преобладают лесные животные. Наиболее характерны обезьяны (гиббоны и макаки), лемуры, индийские слоны, индокитайские тигры, дымчатые леопарды. Богато представлена фауна птиц: райские птицы, попугаи, павлины, фазаны, дикие куры, в дельтах рек — цапли, аисты, фламинго. Из земноводных распространены крокодилы.
Национальные парки: Кхауяй, Кхунчае — в Таиланде, Бабе, Катба — во Вьетнаме.

## Растительность

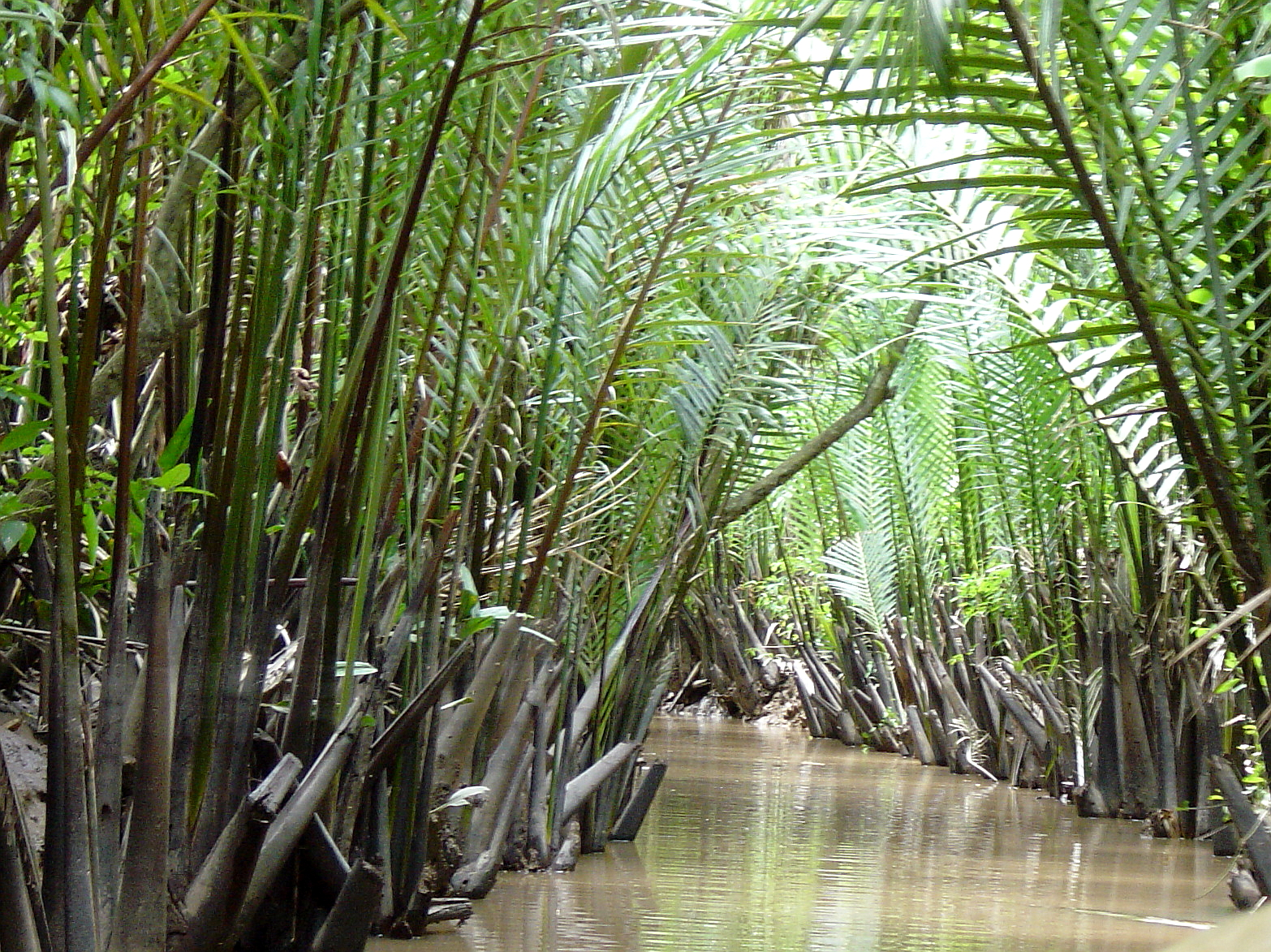
Растительность в дельте Меконга, Вьетнам

Естественная растительность полуострова Индокитай представлена главным образом влажными тропическими лесами сложного состава, покрывающими наветренные склоны гор. Вдоль заболоченных побережий преобладают мангровые заросли. Равнины полуострова возделаны, главная сельскохозяйственная культура — рис. На полуострове Малакка возделываются каучуконосы.

## Месторождения
Крупнейшие месторождения олова и вольфрама сосредоточены главным образом на полуострове Малакка.

## Государства
На начало XX столетия, в политическом отношении, полуостров разделялся на:
- Королевство Сиам;
- французские колонии (Кохинхина и Тонкин);
- государства, состоящие под протекторатом Франции — Аннам и Камбоджа;
- английские владения — Бирма и Стрэт Сетльемент (Straits Settlements): Сингапур, Пенанг и Малакка[10];
- зависимые от Англии государства Малаккского полуострова[2] или Малайские федеративные государства (Перик, Селангор, Негри и Паганг)[10].

В другом источнике указаны четыре части:
- западная, в которой господствовала Англия;
- восточная, принадлежащую Франции;
- центральная — самостоятельное государство Сиам;
- мелкие туземные государства на Малакке[3].

На полуострове Индокитай располагаются государства Вьетнам, Камбоджа, Лаос, Малайзия (большая её часть), Мьянма, Таиланд, а также небольшая часть Бангладеш.